# 이점 신도비
이점 신도비는 대한민국 경기도 이천시 마장면 관리에 있다. 2012년 3월 20일 이천시의 향토유적 제21호로 지정되었다.